# Gàrxine (Crimea)
|  | Per a altres significats, vegeu «Gàrxino». |

Gàrxine (en ucraïnès: Гаршине) és un poble de la República Autònoma de Crimea, a Ucraïna, que el 2014 tenia 552 habitants. Pertany al districte rural de Saki. Fins al 1948 la vila es deia Biiük-Aktatxí.